# Coronel Suárez (Buenos Aires)
Coronel Suárez é uma cidade e um município na província de Buenos Aires, Argentina. Sua população é de 23.621 habitantes (2010).